# ديفينوكسيلات
إن دواء ديفينوكسيلات (Diphenoxylate) هو دواء مخدر مضاد للاسهال، وهو مشابه من ناحية كيميائية لمسكنات الالم الافيونية (Opiates). يخفف هذا الدواء من التمعج المعوي ونتيجة لذلك يخفف من تواتر وسائلية الغائط.
يستخدم الديفينوكسيلات للتخفيف من نوبات الاسهال المفاجئة أو المتكررة. لا يلائم هذا الدواء حالات الاسهال الناتجة عن العدوى، المضادات الحيوية أو السموم، لانه قد يؤخر الشفاء من خلال تباطؤ افراز المواد المضرة من الامعاء. في احيان نادرة وفي امراض معوية معينة قد يؤدي الديفينوكسيلات لتوسع خطير في الامعاء والذي يقطع تزويد الدم لجدار الامعاء ويزيد من خطر الانثقاب. ان التاثيرات الجانبية الخطيرة، نادرة عند تناول الدواء بالجرعة الموصى بها. تتم إضافة الأتروبين (أتروبين) لمستحضرات الديفينوكسيلات لحماية المريض من الإدمان. إذا تم تناول كمية كبيرة من الدواء، يؤدي الأتروبين لردود فعل غير لطيفة مضادة للفعل الكوليني.
ان الديفينوكسيلات خطير جدا للاطفال الصغار خاصة، لذلك يجب تخزين الدواء بعيدا عن متناول ايديهم. 
- الشكل الصيدلاني اقراص.
- الجرعة تؤخذ الجرعة 4 - 3 مرات في اليوم.

الكبار: 10 ملغم في البداية وبعدها جرعات 5 ملغم.
الأطفال: جرعة مخفضة حسب العمر والوزن.
- نسيان الجرعة في حال نسيان تناول جرعة الديفينوكسيلات (Diphenoxylate)، يجب تناول الجرعة فور تذكر ذلك. إذا كان موعد الجرعة التالية خلال 3 ساعات، يجب تناول الجرعة الآن، وتخطي الجرعة التالية.
- ايقاف الدواء يمكن التوقف بشكل امن عن تناول دواء الديفينوكسيلات (Diphenoxylate)، عند انتهاء الحاجة اليه.
- الجرعة الزائدة ان جرعة زائدة عرضية من دواء الديفينوكسيلات (Diphenoxylate)، لن تسبب المشاكل على الغالب. بينما جرعات زائدة كبيرة قد تؤدي لسبات عميق، جفاف في الفم والجلد، اضطراب، وفي حالات نادرة - فقدان الوعي. يجب ابلاغ الطبيب.

## الفعالية
يبدا تاثير الديفينوكسيلات (Diphenoxylate) خلال ساعة واحدة، وقد تمر 1 - 6 ساعات قبل ان يتوقف الاسهال.
- مدة الفعالية حتى 24 ساعة.
- تغذية يجب ضمان شرب كمية كافية من السوائل خلال حالات الاسهال.
- التخزين والحفظ يجب حفظ الدواء في عبوة محكمة الاغلاق في مكان بارد وجاف. بعيدا عن متناول ايدي الأطفال. ويجب حمايته من الضوء.

## الأدوية ذات الصلة
يتم استقلاب ديفينوكسيلات في الجسم لانتاج ثنائي فينوكسين. ثنائي الفينوكسين هو مضاد للإسهال وشي آخر هو مركزية التأثير الذي هو 250-400 في المئة من قوة ديفينوكسيلات عن طريق الفم، وهي أيضا قادرة على أن تصنع وتوزع على النحو Motofen، (1 ملغ ثنائي الفينوكسين / 25 ميكروغرام الأتروبين)

## إدراج الأتروبين
Lomotil (ديفينوكسيلات والأتروبين) يحتوي على ديفينوكسيلات هيدروكلوريد 2.5 ملغ، وسلفات الأتروبين 0.025 ملغ للحد من زيادة الجرعة المقصودة والحقن.

## تحذيرات
- الرضاعة:

الدواء ينتقل إلى حليب الام ومن الممكن ان يؤثر على الطفل. يجب استشاره الطبيب.
- الأطفال والرضع

لا ينصح باستعماله تحت جيل سنتين، الا بتوصيه من الطبيب.
- كبار السن:

احتمال كبير لظهور اثار جانبيه. من المحتمل ان تكون هنالك حاجه لتقليل الجرعة المعطاة.

## الآثار الجانبية
- غيبوبة.
- صداع.
- إمساك.
- عصبية/اضطراب.
- غثيان.
- عدم وضوح في الرؤية.
- ألم وانتفاخ في البطن.
- قيء.[4]